# Естер (Аљаска)
Естер (енгл. Ester) насељено је место без административног статуса у америчкој савезној држави Аљаска.

## Демографија
По попису из 2010. године број становника је 2.422, што је 742 (44,2%) становника више него 2000. године.
| Група             | 2000.         | 2010.         |
| Белци             | 1.454 (86,5%) | 2.008 (82,9%) |
| Афроамериканци    | 15 (0,9%)     | 52 (2,1%)     |
| Азијати           | 12 (0,7%)     | 28 (1,2%)     |
| Хиспаноамериканци | 42 (2,5%)     | 79 (3,3%)     |
| Укупно            | 1.680         | 2.422         |